# Herrarnas 10 000 meter i hastighetsåkning på skridskor vid olympiska vinterspelen 1932
Herrarnas 10 000 meter i hastighetsåkning på skridskor vid olympiska vinterspelen 1932 genomfördes 5, 6 och 8 februari 1932. 18 skridskoåkare från sex nationer deltog. Tävlingen hölls på James C. Sheffield Speed Skating Oval i Lake Placid. På grund av protester i semifinalerna, körde man om skridskoloppen dagen efter. Noterbart är att samma åtta åkare återigen gick till final.

## Medaljörer
| Guld              | Silver                | Brons              |
| Irving Jaffee USA | Ivar Ballangrud Norge | Frank Stack Kanada |

## Rekord
Dessa rekord gällde inför spelen.
| Världsrekord     | 17.17,4(*) | Armand Carlsen  | Davos (SUI)    | 5 februari 1928 |
| Olympiskt rekord | 18.04,8    | Julius Skutnabb | Chamonix (FRA) | 27 januari 1924 |

(*) Rekordet naterat på höghöjdsbana (minst 1 000 meter över havet) och på naturis.

## Resultat

### Semifinaler
Semifinal 1 första dagen 5 februari
| Placering | Idrottare              | Tid     | Noteringar |
| --------- | ---------------------- | ------- | ---------- |
| 1         | Alexander Hurd (CAN)   | 17.41,3 | Q          |
| 2         | Valentine Bialas (USA) |         | Q          |
| 3         | Ivar Ballangrud (NOR)  |         | Q          |
| 4         | Edwin Wedge (USA)      |         | Q          |
| 5         | Shozo Ishihara (JPN)   |         |            |
| 6         | Michael Staksrud (NOR) |         |            |
| 7         | Ossi Blomqvist (FIN)   |         |            |
| -         | Marion McCarthy (CAN)  | DNF     |            |
| -         | Tomeju Uruma (JPN)     | DNF     |            |

Semifinal 2 första dagen 5 februari
| Placering | Idrottare               | Tid     | Noteringar |
| --------- | ----------------------- | ------- | ---------- |
| 1         | Eddie Schroeder (USA)   | 17.52,2 | Q          |
| 2         | Frank Stack (CAN)       |         | Q          |
| 3         | Irving Jaffee (USA)     |         | Q          |
| 4         | Bernt Evensen (NOR)     |         | Q          |
| 5         | Hans Engnestangen (NOR) |         |            |
| 6         | Ingvar Lindberg (SWE)   |         |            |
| 7         | Tokuo Kitani (JPN)      |         |            |
| -         | Yasuo Kawamura (JPN)    | DNF     |            |
| -         | Willy Logan (CAN)       | DNF     |            |

Semifinal 1 andra dagen 6 februari
| Placering | Idrottare              | Tid     | Noteringar |
| --------- | ---------------------- | ------- | ---------- |
| 1         | Alexander Hurd (CAN)   | 17.56,2 | Q          |
| 2         | Ivar Ballangrud (NOR)  |         | Q          |
| 3         | Valentine Bialas (USA) |         | Q          |
| 4         | Edwin Wedge (USA)      |         | Q          |
| 5         | Ossi Blomqvist (FIN)   |         |            |
| 6         | Michael Staksrud (NOR) |         |            |
| -         | Shozo Ishihara (JPN)   | DNF     |            |
| -         | Marion McCarthy (CAN)  | DNF     |            |
| -         | Tomeju Uruma (JPN)     | DNF     |            |

Semifinal 2 andra dagen 6 februari
| Placering | Idrottare               | Tid     | Noteringar |
| --------- | ----------------------- | ------- | ---------- |
| 1         | Irving Jaffee (USA)     | 17.52,2 | Q          |
| 2         | Frank Stack (CAN)       |         | Q          |
| 3         | Eddie Schroeder (USA)   |         | Q          |
| 3         | Bernt Evensen (NOR)     |         | Q          |
| 5         | Willy Logan (CAN)       |         |            |
| 6         | Hans Engnestangen (NOR) |         |            |
| -         | Ingvar Lindberg (SWE)   | DNF     |            |
| -         | Yasuo Kawamura (JPN)    | DNF     |            |
| -         | Tokuo Kitani (JPN)      | DNF     |            |

### Final
| Placering | Idrottare              | Tid       |
| --------- | ---------------------- | --------- |
| 1         | Irving Jaffee (USA)    | 19.13,6   |
| 2         | Ivar Ballangrud (NOR)  | 5 m bakom |
| 3         | Frank Stack (CAN)      | 6 m bakom |
| 4         | Edwin Wedge (USA)      |           |
| 5         | Valentine Bialas (USA) |           |
| 6         | Bernt Evensen (NOR)    |           |
| 7         | Alexander Hurd (CAN)   |           |
| 8         | Eddie Schroeder (USA)  |           |